# Авоен (Орн)
Авоен (фр. Avoine) насеље је и општина у северној Француској у региону Доња Нормандија, у департману Орн која припада префектури Аржантан.
По подацима из 2011. године у општини је живело 242 становника, а густина насељености је износила 25,66 становника/km². Општина се простире на површини од 9,43 km². Налази се на средњој надморској висини од 183 метара (максималној 214 m, а минималној 152 m).

## Демографија
| 1962. | 1968. | 1975. | 1982. | 1990. | 1999. | 2011. |
| ----- | ----- | ----- | ----- | ----- | ----- | ----- |
| 287   | 295   | 248   | 254   | 231   | 227   | 242   |

График промене броја становника у току последњих година